# اوخرانا

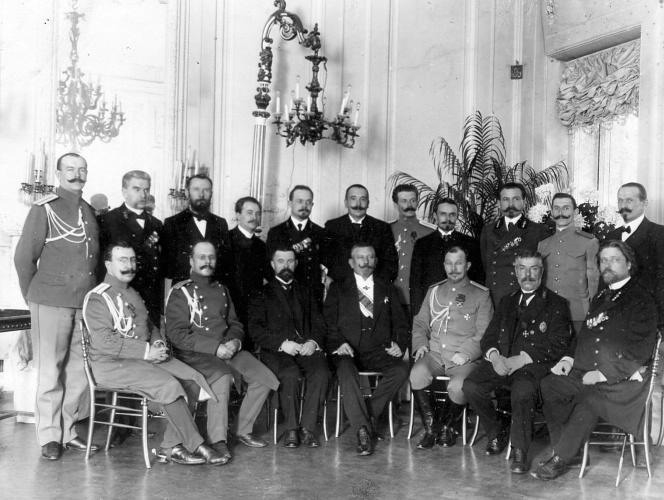
پرترهٔ گروهی از اعضای بلندپایهٔ اوخرانا در سنت پترزبورگ. رئیس اوخرانا، الکساندر واسیلیویچ گراسیموف (نشسته، در وسط) با رؤسای بخش و بازرسان مجموعه، در تاریخ ۱۹۰۵. این عکس دوازده سال قبل از انقلاب اكتبر گرفته شده است.

اداره حفاظت از امنیت و نظم عمومی (به روسی: Отделение по охранению общественной безопасности и порядка) که معمولاً اداره حفاظت (به روسی: Охранное отделение) خوانده می‌شد یا به اختصار اوخرانا (به روسی: Охрана) یک نیروی پلیس مخفی امپراتوری روسیه و بخشی از اداره پلیس وزارت امور داخلی (MVD) در اواخر قرن ۱۹ و اوایل قرن ۲۰ بود که توسط سپاه ویژه ژاندارم‌ها حمایت می‌شد.